# 茶杯

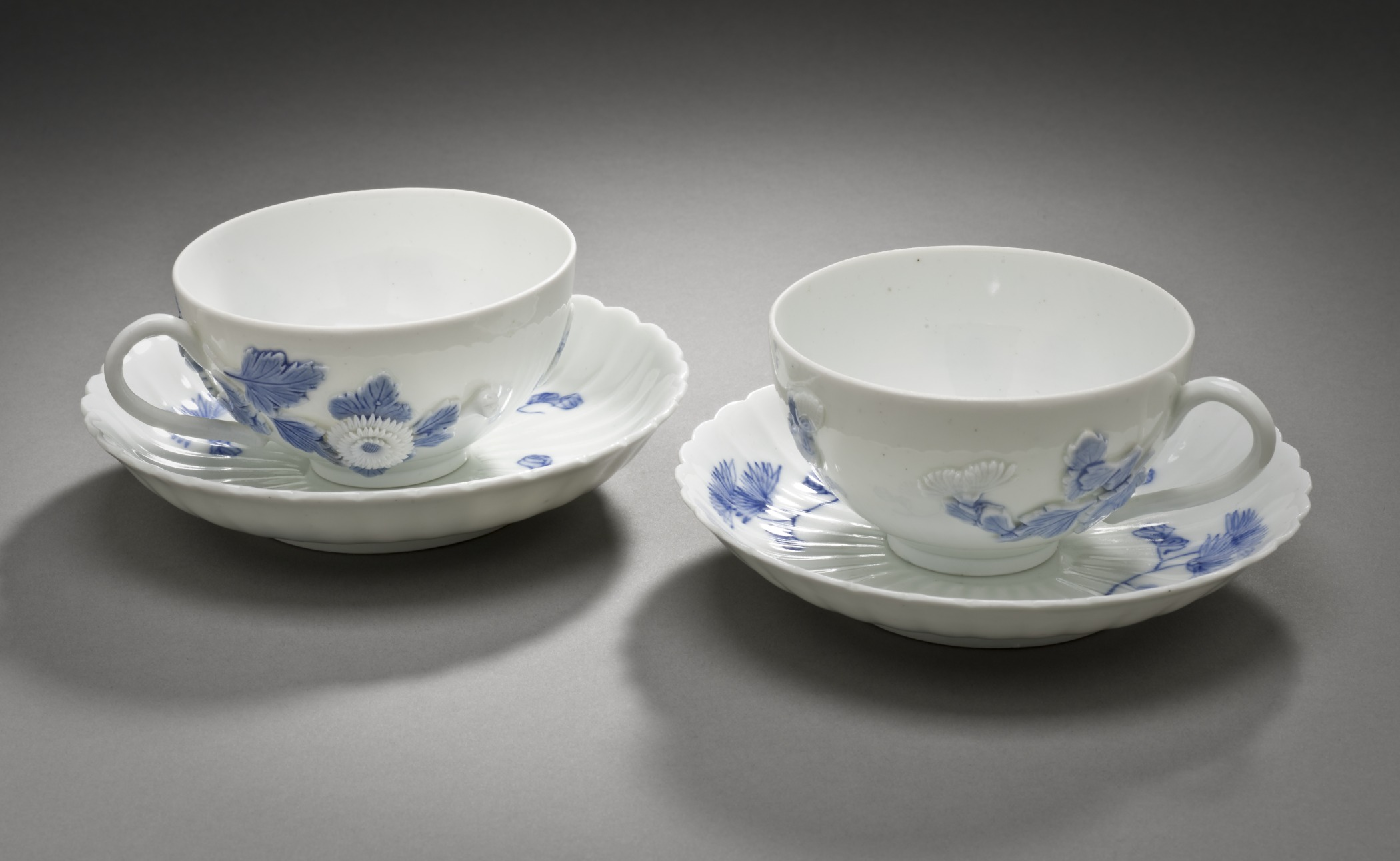
日本菊花紋茶杯

茶杯是盛茶水的杯子，水從茶壺而來，倒進茶杯後，給客人品嚐茶水。西方茶杯有手柄。手柄又稱為「杯耳」，可以防傳熱；中式茶杯是無杯耳的。大容量的茶杯有杯蓋，可以保溫，有焗盅之效果。
茶杯可以用不同物料製造而成，常見有陶瓷、塑膠、玻璃等。先進茶杯的杯底有註明，是可以放入微波爐直接加熱。现代社会的快节奏便捷需求，还催生了免洗的纸杯。

## 相關
- 茶具
- 咖啡杯
- 茶杯雜誌
- 風波裡的茶杯
- 茶餐廳
- 瘋帽子旋轉杯